# Bróm-diklórmetán
A brómdiklórmetán a trihalogénmetánok közé tartozó vegyület, képlete CHBrCl2.
Régebben égésgátló anyagként, zsírok és viaszok oldószereként, valamint – nagy sűrűsége miatt – ásványok elkülönítésére alkalmazták. Ma már csak reagensként vagy köztitermékként használják szerves kémiai reakciókban.
A közüzemileg tisztított ivóvízben is előfordulhat, mint a klóros fertőtlenítése folyamat mellékterméke.

## Fordítás
Ez a szócikk részben vagy egészben  a   Bromodichloromethane című angol Wikipédia-szócikk ezen változatának fordításán alapul.  Az eredeti cikk szerkesztőit annak laptörténete sorolja fel. Ez a jelzés csupán a megfogalmazás eredetét és a szerzői jogokat jelzi, nem szolgál a cikkben szereplő információk forrásmegjelöléseként.

## További olvasnivalók
- International Chemical Safety Card 0393
- Bromodichloromethane at The Carcinogenic Potency Database Archiválva 2012. február 18-i dátummal a Wayback Machine-ben
- Toxicological Profile at ATSDR
- Bromodichloromethane MSDS